# Гриньова Валентина Миколаївна
Валентина Миколаївна Гриньова (нар. 04.04.1941  у Єнакієво, Донецької обл.) — економіст, доктор педагогічних наук (1990), професор (1991), академік Академії економічних наук України (1995), заслужений діяч науки і техніки України (2009). 

## Біографія
У 1965 році з відзнакою закінчила машинобудівний факультет Харківського інженерно-економічного інституту.
У період з 2000-2009 роки Валентина Миколаївна була проректором із наукової роботи Харківського національного економічного університету. У ці роки вона очолювала спеціалізовану вчену раду із захисту кандидатських дисертацій. 
Станом на 2012 рік була дійсним членом спеціалізованої вченої ради із захисту докторських дисертацій та членом редакційної колегії 4 наукових журналів.

## Науковий доробок
- Державне регулювання економики / В. М. Гриньова, М.М. Новікова. Київ: Знання, 2008. 398 с.
- Гроші і кредит / В. М. Гриньова, Ю. М. Великий, О.Ю. Проскура. Харків: ВД "ІНЖЕК", 2008. 312 с.
- Організація виробництва / В. М. Гриньова, М.М. Салун. Київ: Знання, 2009. 582 с.
- Стимулювання праці в інноваційнії діяльності підприємств машинобудування / В. М. Гриньова, А.А. Тараненко. Харків:Вид. ХНЕУ, 2010. 164 с.